# Адміністративний поділ Добропілля

## Історія
Райони міста Добропілля з'явилися ще до появи самого міста це були дрібні селища які об'єднали в одне місто 18 серпня 1953 року. На місці нинішнього міста були селище Добропільський, селище міського типу Рудник Красноармійський, селище Пристанційнє, селище Жданівськє, селище Прасковіївка, селище Піщаний кар'єр, Новомар'ївка Новоганнівка.

## Мікрорайони
- Прасковіївка
- Селище шахти «Алмазна»
- Залізничне
- Жданівський[2]
- Мікрорайон «Молодіжний»
- *Мікрорайон «Сонячний»
- «Ударник»
- «17-а»
- «Лікарня»
- «Старі/нові двоповерхівки»
- «Бідняцький»
- «Станція»